# Acacia trichandra
Acacia trichandra é uma espécie de leguminosa do gênero Acacia, pertencente à família Fabaceae.